# 莫里斯敦不明飞行物骗局

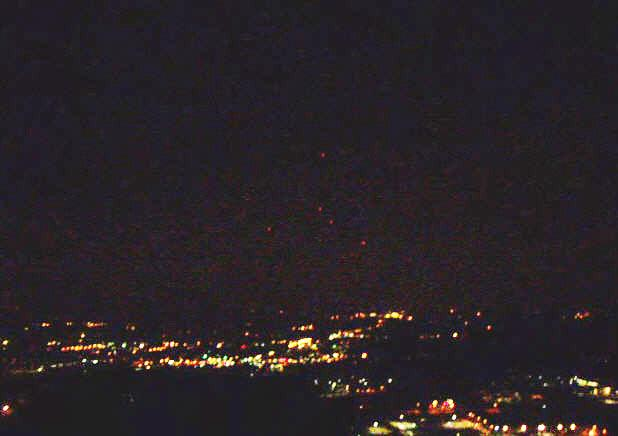
克里斯·鲁索和乔·鲁迪在莫里斯敦上空放飞的气球上安装了5盏红色照明灯。

莫里斯敦不明飞行物骗局（英語：Morristown UFO hoax），是指发生在在新泽西州莫里斯敦的人为不明飞行物骗局事件。2009年1月5日星期一的晚上8:15-9:00位于莫里斯敦附近的当地居民首次目击到红色不明发光飞行物，而在之后的1月26日、1月29日、2月7日和2月17日这四天夜晚里，莫里斯敦附近地区也相继目击到红色不明发光飞行物。但这些目击事件后来皆被揭露为骗局，并证明是一场人为的恶作剧，而这场骗局的始作俑者则是乔·鲁迪（Joe Rudy）和克里斯·鲁索（Chris Russo）。乔·鲁迪和克里斯·鲁索把这个骗局形容为一项社会实验，其目的皆是为了揭露“幽浮学”是一种伪科学，并提高人们对所谓不明飞行物目击证人作出的不可靠证词的一种警惕。
2009年1月5日星期一晚上，乔·鲁迪和克里斯·鲁索在新泽西州莫里斯县的上空放飞五个绑有红色照明灯的氦气球。而此次事件中主要的目击报告则集中在汉诺威镇（新泽西州）、莫里斯敦、莫里斯普萊恩斯、麦迪逊和弗洛勒姆帕克。當天晚上8点28分，汉诺威镇警察局接到第一通关于不明飞行物目击的911报警电话。随后，附近的警察局也分别接到很多关于怪异发光飞行物的报警电话。莫里斯敦警察中尉吉姆·卡伦警告莫里斯敦机场，起降航班的空域可能会有不确定的危险。机场塔台工作人员也报告称看到天空有怪异的发光飞行物，但不能确定那些发光的飞行物具体是什么东西。汉诺威镇的警察也联系了莫里斯敦机场，并让机场塔台试图在雷达上发现并确定这些物体，但是塔台方面并没有在雷达上面发现任何东西。
当地的主要新闻媒体和网络媒体都接连报道了这个事件，包括UFO网站UFO互动网络。2009年4月1日，乔·鲁迪和克里斯·鲁索提供了影片证据，证明他们是这场骗局的始作俑者，以此证明欺骗所谓的幽浮学”专家”完全是易如反掌。同年4月7日，乔·鲁迪和克里斯·鲁索承认违反市政行为不检的指控，并被判处罚款250美元和50小时的社区服务。

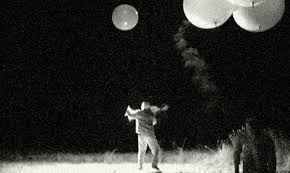
乔 · 鲁迪放飞一个带有红色照明灯的气球，而身旁克里斯 · 鲁索则准备放飞下一个气球。

## 骗局揭露
2009年4月1日，乔·鲁迪和克里斯·鲁索公开对外宣布，他们制造了这个骗局，其目的是为了向大众揭示所谓的幽浮学“专家”和不明飞行物目击者的描述是多么不可靠。两人以文章的形式揭露了这个骗局，并由《怀疑论者》杂志在网上进行发表。乔·鲁迪和克里斯·鲁索详细描述了他们如何以及为什么制造这场骗局，并提供了关于他们制造这场骗局过程的影片链接。

## 媒体报道
来自莫里斯敦地区的两名男子（乔·鲁迪和克里斯·鲁索）声称在莫里斯普萊恩斯的汉诺威大道上驾车时目击不明发光飞行物。两名男子分别录制和拍摄一些影片和照片，这些目击证据信息被发布在新闻台、网站、博客和YouTube上。随后，乔·鲁迪和克里斯·鲁索接受新泽西新闻12台的采访中说出了后来被揭露为虚假目击证言的描述。从那时起，他们就成为了这场骗局的始作俑者，并最终造就所谓的莫里斯敦不明飞行物目击事件。在采访中，克里斯·鲁索说，“我们正在汉诺威开车行驶中，突然我们看到这些不明发光物体从我们车头上飞了过去。”乔·鲁迪说: “不明发光飞行物上的光线运动呈现一致的上升和下降运动，它们会先慢慢上升，然后突然下降。”
汉诺威镇的一个家庭报告称他们在家里看到不明发光飞行物，11岁的克里斯汀·赫尔利是第一个注意到这些不明发光飞行物的人。飞行员保罗·赫尔利也看到不明发光飞行物，并称那不是飞机。赫尔利一家拍下不明发光飞行物的影片，这些影片随后出现在几个新闻台的报道中，包括福克斯新闻（Fox News）等有线新闻网络频道。赫尔利说：“我在航空行业工作了20年，从来没有见过这样的事情，真的让人感觉到非常毛骨悚然。”
一位居住在莫里斯敦的当地居民说，他看到一个呈l形的飞行物体在天空中飘荡，这名男子接受莫里斯县报纸《每日记录》的采访，他認為自己看到的不明飞行物“不像是人为的”， 而且“这不可能是气象气球。”。
汉诺威镇的卫生人员表示自己在晚上8:38在麦迪逊遛狗时看到不明发光飞行物，他说，这些发光物看起来并不像是照明弹，因为它们在天空中似乎”没有留下任何痕迹”；他还表示：“这些东西呈逆风且移动速度很快，并保持一致队形，然后向三个不同的方向移动，但我不知道它们确切是什么。”。

## 初步解释和质疑
在乔·鲁迪和克里斯·鲁索站出来揭露骗局之前，对于这些不明发光飞行物有很多不同的解释。这些解释包括外星飞船、超自然现象、集体癔症、运载直升机、监视飞艇、秘密军事项目或一个精心设计的骗局等。
莫里斯敦警察局表示，这些不明发光飞行物最有可能就是绑有红色照明灯的氦气球，但目击者和许多莫里斯县居民并不同意这种解释。莫里斯敦警察中尉詹姆斯 · 卡伦告诉《Bergen Record》报纸记者说：“从我们能够观察到的情况来看，我们有理由相信那些所谓的不明飞行物体很明显就是绑有红色照明灯的氦气球。”
新闻12台的记者联系了彼得 · 达文波特，他自1994年以来一直担任国家UFO报告中心的主任并兼任UFO互动网络华盛顿分会的调查主任。他在电话中告诉新闻12台，虽然联邦航空管理局(FAA)要求飞机机翼左端必须有一盏红色警示灯，但事发时并没有在当地听到任何飞机引擎声，所以他并不相信发生在莫里斯敦的不明飞行物是一架飞机。
有消息推测，这些红色发光飞行物很可能是庆祝活动中放飞的孔明灯。

## 再度现身
在1月5日目击事件之后，乔·鲁迪和克里斯·鲁索在新泽西州莫里斯县的各个地方四次又再现了这个恶作剧，借此吸引更多媒体的关注。随后的恶作剧和目击事件发生在1月26日、1月29日、2月7日和2月17日。
2月17日，据当地媒体报道有九个红灯不明发光飞行物以编队方式飞行，这是自第一次目击事件以来，最大规模的一次不明发光飞行物目击。在目击事件发生后不久，莫里斯县县检察官杰夫·保罗称，联邦当局已经表示担心这些不明飞行物可能会威胁到飞往纽瓦克自由国际机场的航班。联邦航空管理局通知保罗，他们将向该地区的飞机发出空域警告。保罗说，2月17日晚上，在汉诺威镇、莫里斯敦、莫里斯普萊恩斯、登维尔、麦迪逊、弗洛勒姆帕克、莫里斯镇、帕西帕尼－特洛伊希尔斯、蒙特维尔和莫里斯县的通讯调度中心都接到了“大量”911报警电话。他说，不明发光飞行物似乎在向北移动，莫里斯敦机场的空中管制人员报告称，不明发光飞行物似乎位于海拔约2500英尺(760米)的高空。
位于帕西帕尼（Parsippany）现年46岁的多里安·维森特（Dorian Vicente）表示，下午8点40分，不明发光飞行物造成丹维尔80号公路上的交通出现拥堵，天空中总共有九个不明飞行物，一开始这些飞行物是分散的，然后它们逐渐排成一条直线。就在这时，她和其他几辆车停在高速公路旁，试图拍摄这些不明飞行物的影片，“这真的是太诡异了！”她说。 雷 · 巴尔加斯在2月17日也是不明飞行物的目击者，他接受媒体采访时说: “如果这真是一个恶作剧，那么它就是一个非常成功的恶作剧，这玩意儿没有发出任何闪烁的光，也没有出现任何光线条纹... ... 它们的行动默契就像是沟通好的一样。”
莫里斯县县检察官杰夫·保罗给军方打了电话，确定该地区没有任何军用飞机执行任务。检察官办公室还联系了联邦航空局、国土安全部、检察机关以及新泽西州警察局地区行动情报中心以确认情况。

## 定罪
检察官罗伯特·比安奇使用他所谓「慎重的方法」对二人提出扰乱公共秩序的指控。比安奇批评二人的恶作剧行为浪费警力，并造成航空安全以及火灾威胁。 两名被告在汉诺威法庭上进行辩诉后，各被判处罚款250美元及50小时社区服务。

## 外界反应
乔·鲁迪和克里斯·鲁索揭露这个骗局的细节后，人们对此反应不一。《新闻周刊》的莎伦·贝格利写了一篇文章，赞扬这个骗局完美地愚弄了所谓的幽浮学专家和爱好者，并赞扬了恶作剧的始作俑者，她的文章结尾最后写道“干得太漂亮了，伙计们！”。 
乔治・菲勒，新泽西州UFO互动网络负责人，批评恶作剧者在高空使用照明灯光，因为这极可能造成失火并引发火灾。
调查中心（CFI）对这次恶作剧给予比较积极的评价，但同时它们指出问题：“怀疑论者是否应该为了证明自己的怀疑观点而进行恶作剧？怀疑论者是应该愚弄公众，还是违背道德，最终作出伤害怀疑论者的立场的行为？”。

## 影响
大卫•莱特曼在2009年1月8日他的电视节目《晚间秀》的开场独白中提到了这一事件，他在其中表示：「几天前，有人在新泽西目击到了不明飞行物。不过各位别担心，这不是什么外星人入侵，它们可能只是想找个地方弃尸，或者是来地球搞点救助资金。」。
莫里斯敦不明飞行物事件也在美国纪录片《UFO猎人》播出。主持人比尔·伯恩斯调查了2009年1月5日的目击事件，并采访了几名目击者。在分为上下集的迷你纪录片中，比尔·伯恩斯和他的团队并不接受之前怀疑论者的说法，即那些灯可能是中国长明灯或者照明弹。比尔·伯恩斯说：”因为我们知道这不可能会是绑在任何飞行物体上的照明灯。”
2015年4月1日，主要报道网络谣言和恶作剧的trutv报道了莫里斯敦不明飞行物骗局，并称这是有史以来最好的恶作剧。